# ريولا ساردو
ريولا ساردو، (بالإنجليزية: Riola Sardo)‏، (سردينيا: Arriora أو Arriola)، هي بلدية في مقاطعة أوريستانو، في إقليم سردينيا الإيطالي، وتقع على بعد حوالي 100 كيلومتر (62 ميل) شمال غرب كالياري، وحوالي 11 كم (7 ميل) إلى الشمال من أوريستانو. في 31 ديسمبر 2004، كان عدد سكانها 2132 نسمة ومساحة 48.2 كيلومتر مربع (18.6 ميل مربع). 

## السكان
في سنة 1861 بلغ عدد السكان 1٬122 نسمة، وتطور العدد ليصل في سنة 2011 لـ 2٬146 نسمة.
يظهر هذا المخطط البياني تطور النمو السكاني لـ ريولا ساردو